# Osbern de Cantorbéry
Pour les articles homonymes, voir Osbern.
Osbern (vers 1050 – vers 1090) est un moine bénédictin anglo-saxon de l'abbaye de Christ Church, à Cantorbéry. Il est l'auteur de plusieurs hagiographies et de traités sur la musique.

## Œuvres
- Vita S. Alphegi et de translatione S. Alphegi, hagiographie d'Alphège de Cantorbéry
- Vita S. Dunstani et Liber Miraculorum Sancti Dunstani, hagiographies de Dunstan de Cantorbéry (inspirée des hagiographies antérieures de « B » et d'Adélard de Gand)
- Vita S. Odonis archiepiscopi Cantuariensis, hagiographie d'Oda de Cantorbéry (perdue, mentionnée par Guillaume de Malmesbury)